# رون ماير (مدير فني)
رون ماير (بالإنجليزية: Ron Meyer)‏ هو مدير فني أمريكي، ولد في 17 فبراير 1941 في ميامي بيتش في الولايات المتحدة، وتوفي في 5 ديسمبر 2017 في أوستن في الولايات المتحدة.